# Anglo-American Telegraph Company
L'Anglo-American Telegraph Company était une compagnie de télégraphe fondée en 1865 pour poser le premier câble télégraphique durablement opérationnel sous l'Océan Atlantique.

## Histoire
En 1865, après la fin de la Guerre de Sécession, pour remédier à la perte du premier câble transatlantique subie en 1858 comme à celle d'un autre câble en 1865, une nouvelle société est formée, l'"Anglo-American Telegraph Company". Elle dispose d'un capital de 600 000 livres sterling, principalement levé en Angleterre où est fabriqué un nouveau câble par la "Telegraph Construction and Maintenance Company", qui fusionne avec l'Anglo-American Telegraph Company, en recevant des actions en échange du câble.
Cyrus W. Field , à l'origine de cette nouvelle société, lui apporte sa "New York, Newfoundland and London Telegraph Company", fondée en 1854, dont le câble avait été le premier, en 1856, à traverser le Détroit de Cabot, entre Terre-Neuve et New York. Le navire "Great Eastern" dépose un premier câble, qui rejoint celui posé par un autre navire, le "William Cory" puis récupère et répare le câble perdu en 1865 par l'Atlantic Telegraph Company, avec qui un accord est passé, avant de la racheter en 1873.